# Laurent Travini

a Compétitions nationales et continentales officielles uniquement.

b Matchs officiels uniquement.
Laurent Travini, né le 24 novembre 1972 à Gap en France, est un joueur français d'origine italienne de rugby à XV qui évolue au poste de deuxième ligne ou troisième ligne centre. Il compte cinq sélections en équipe d'Italie de rugby à XV. En club, il évolue notamment au sein de l'effectif du US Dax et du Stade montois.

## Biographie

### Carrière sportive
Laurent Travini est né à Gap, le 24 novembre 1972 de parents italiens. Son père, Walter Travini, est un ancien déporté du camp de concentration de Dachau pendant la Seconde Guerre mondiale[réf. nécessaire]. Il découvre le rugby à l'Aix Rugby Club en 1988[réf. nécessaire].
Il signe au club du Istres SR en 1990 et commence sa carrière en première division en 1991. Il y connait sa sélection en équipe de France scolaire[réf. nécessaire].
En juillet 1992, il signe dans le club du RC Nîmes. Il connait alors ses sélections en équipe de France universitaire[réf. nécessaire]. Il effectue son service militaire au bataillon de Joinville en 1995-1996. Il est nommé capitaine de l'équipe nîmoise pendant la saison 1996-1997[réf. nécessaire].
En 1997, après cinq saisons en équipe première et alors que Nîmes est relégué, il rejoint l'US Dax,.
Laurent Travini connaît sa première cape internationale avec l'équipe d'Italie de rugby à XV le 19 juin 1999, contre l'Afrique du Sud. Le match, disputé à Durban, se conclut par une défaite de la Squadra Azzura sur le score de 101-0. Cette même année, il participe à la préparation de l'Italie en vue de la Coupe du monde 1999. S'il fait partie de l'effectif final, il ne dispute malgré tout aucune des rencontres de la compétition internationale.
Quelques mois plus tard, Travini participe au premier Tournoi des Six Nations, marquant cette édition 2000 avec l'entrée de l'Italie dans la compétition européenne ; il dispute ainsi la 3e rencontre de la Squadra, jouée contre l'Irlande. 
Alors qu'il y joue depuis six saisons, il n'est pas conservé par le club de l'US Dax, alors en Pro D2 depuis une année,. Il signe ainsi à l'intersaison 2003 avec le Stade montois. Lors de la saison 2007-2008, il participe à la montée de son club qui gagne la finale d'accession en Top 14 contre le Racing Métro 92. Après six saisons, Laurent Travini met un terme à sa carrière de joueur au terme de la saison 2008-2009. 

### Reconversion
Alors que le rugby à XV français vit ses premières heures de professionnalisme en 1995, il poursuit néanmoins sa carrière extra-sportive, dans le milieu médical. En septembre 1997[réf. nécessaire], il intègre le Centre hospitalier de Dax à son arrivée dans la ville, et continue d'y travailler après son transfert dans le club de Mont-de-Marsan.
En 2000 il est élu[réf. nécessaire], aux côtés de Serge Simon, membre du Comité directeur du Syndicat national des joueurs de rugby (devenu Provale en octobre 2001, nom dont il est l'auteur[réf. nécessaire]). Il siège au comité directeur comme secrétaire général de 2000[réf. nécessaire] à 2014 (étant réélu à plusieurs reprises, comme en 2010 et en 2012), chargé de la santé et de la reconversion[réf. nécessaire]. Il participe à la rédaction de la convention collective du rugby professionnel. Il est également membre de la commission médicale de la LNR et de la commission d'aide à la reconversion de 2006 à 2014[réf. nécessaire].
Laurent Travini devient correspondant pour Midi olympique en 2016, pour suivre l'actualité de l'US Dax. En septembre 2022, il devient également correspondant pour le journal Sud Ouest dans le même domaine[réf. souhaitée].

## Palmarès
- Championnat de France de rugby à XV de 2e division :
  - Vainqueur de la finale d’accession : 2008 avec le Stade montois[8].

## Statistiques en équipe nationale
- 5 sélections[3].
- Sélections par année : 4 en 1999, 1 en 2000[3].
- Tournoi des Six Nations disputé : 2000[3].
- Sélectionné pour la Coupe du monde 1999.

## Autres sélections
- International scolaire français[réf. nécessaire].
- International universitaire français[réf. nécessaire].
- International militaire français[réf. nécessaire].